# Gulag

O hartă a diferitelor tabere de detenție de Gulag ale Uniunii Sovietice, care au existat între 1923 și 1961, pe baza datelor de la Memorial, un grup pentru drepturile omului. Unele dintre aceste tabere au funcționat doar pentru scurt timp în întreaga perioadă de 38 de ani de existență a Gulagulilor, iar altele au funcționat pentru întreaga sa durată.

GULAG ►  pronunție ► (din rusă ГУЛаг: Главное управление исправительно-трудовых лагерей, transliterat „Glavnoe upravlenie ispravitelno-trudovîh lagherei”, „Administrația Generală a Lagărelor de muncă forțată”) a fost o ramură a poliției interne și serviciilor de securitate sovietice care controla sistemul penal al lagărelor de muncă forțată și a închisorilor și lagărelor de detenție și de tranzit asociate. Cum aceste lagăre găzduiau criminali de toate tipurile, sistemul Gulag-ului a devenit cunoscut ca un loc pentru deținuții politici și ca un mecanism de represiune a opoziției politice în Uniunea Sovietică. Chiar dacă a întemnițat milioane de oameni, numele a devenit familiar în Occident abia după publicarea de către Aleksandr Soljenițîn a cărții Arhipelagul Gulag în 1973 care făcea asemănarea dintre numeroasele lagăre împrăștiate în toată țara cu un lanț de insule.

## Terminologia
Unii autori se referă la toți prizonierii și la toate lagărele din istoria sovietică (1917 – 1991) ca la Gulag-uri. De asemenea, folosirea modernă a termenului este deseori în mod notabil nelegată de URSS: de exemplu, în expresii precum: "Gulagul din Coreea de Nord", sau chiar "Gulagul privat american". Trebuie notat că abrevierea originală rusească, folosit numai la singular, nu a descris niciodată un singur lagăr, ci o instituție guvernamentală care avea în subordine întregul sistem de lagăre.
Un nume familiar pentru întemnițații din Gulag-ul sovietic era "zeka" sau "zek". În rusă, "internat", "încarcerat" is "заключённый", zacliucionnîi, abreviat deseori ca 'з/к' ('z/k') în acte pronunțat ca 'зэка' ('ză-KA'), transformat cu timpul în 'зэк' ('zăc') și mai apoi în 'зек' ('zec'). Acest cuvânt este încă în uzul colocvial, fără nici o legătură cu lagărele de muncă. 'з/к' a fost la început un acronim folosit pentru "заключённый каналостроитель", "zacliucionnîi kanalostroitel'" (pușcăriaș-constructor al canalului), membrii brigăzilor de condamnați la muncă silnică la Canalul Volga-Don. Mai târziu, termenul scurtat, devenind numai "zacliucionnîi".

## Categorii
Alături de categoriile obișnuite de lagăre care practicau munca fizică grea și de închisorile de diferite categorii, au mai existat de asemenea alte forme de încarcerare:
- O formă unică a lagărelor de muncă denumite șarașka (шарашка, locul de chefuială) erau de fapt laboratoare secrete de cercetare, unde oameni de știința condamnați și întemnițați dezvoltau neștiuți de nimeni noi tehnologii și de asemenea făceau și cercetare fundamentală.
- Psihușca (психушка, casa de nebuni), tratamentul medical forțat în închisoare psihiatrică a fost folosit în locul lagărelor, pentru izolarea și ruinarea psihică a prizonierilor politici. Această practică a devenit mai obișnuită după dezmembrarea sitemului oficial al lagărelor de muncă. Vezi Vladimir Bukovski, Piotr Grigorenko.
- lagărele speciale sau zonele pentru copii (în jargonul de Gulag: "малолетки", maloletki, adolescenți), pentru invalizi (în Spassk), și pentru mame ("мамки", mamki) cu copii. Aceste categorii erau socotite că nu produc nici un venit folositor și erau deseori ținta unor noi abuzuri.
- Lagăre pentru "nevestele trădătorilor patriei " (era o categorie specială de reprimați: "Membru al familiei trădătorului de patrie" (ЧСИР, член семьи изменника Родины)).
- Sub directa supraveghere a lui Lavrenti Beria, care a condus atât NKVD-ul cât și programul pentru bomba atomică sovietică până la demiterea sa din 1953, mii de zeki au fost folosiți la minele de minereu de uraniu și la fabricile de îmbogătire din Novaia Zemlia, Insula Vaigach, Semipalatinsk și alte locații. Există rapoarte privind folosirea prizonierilor pe post de cobai umani în testele nucleare, (primul a fost făcut în Semipalatinsk în 1949), în decontaminarea zonelor radioactive și a submarinelor nucleare.

## Istorie
Gulagul epocii sovietice nu este o inovație a bolșevicilor, sistemul având antecedent în „brigăzile de muncă forțată” existente în Rusia țaristă, acestea din urmă fiind la rândul lor introduse începând cu secolul al XVII-lea (1649) și funcționând continuu sub vechiul regim imperial, până la Revoluția Rusă din 1917.
Pentru bolșevici, sistemul carceral țarist din Siberia a reprezentat o lecție despre necesitatea de măsuri punitive excepționale, și un model timpuriu pe care să-l perfecționeze. Amplasarea de către autoritățile sovietice a instituțiilor punitive din sistemul gulag în locuri izolate, pe vastele și firav populatele întinderi ale Siberiei, este, astfel, o moștenire a exilului forțat din epoca țaristă, în acea perioadă exilul putând fi provocat de variate delicte, dintre care unele puteau fi chiar și încălcări minore ale legilor sau doar a cutumelor, precum era cazul cu inhalarea tutunului sau ghicitul. În istoria sistemului penitenciar țarist pot fi găsite numeroase ecouri ale practicilor folosite mai apoi în gulagul sovietic: faptul însuși de a avea rolul să pedepsească nu numai infracțiunea articulată în codurile scrise, ci și persoanele desemnate vag de comunitate a fi o prezență nocivă, reprezintă un astfel de ecou: o lege țaristă din 1746 prevedea că dacă un individ era considerat de comunitatea în care trăia o influență nefastă, fără a trece printr-un proces și fără o procedură de condamnare, acestuia i se confisca proprietatea și era exilat, sistemul fiind folosit și pentru pedepsirea oponenților politici ai regimului sau disidenților religioși.
Alături de acești exilați pe motive extrajudiciare, existau, firește, în sistemul carceral țarist (Dostoievski și-a numit un roman despre brutalul sistem carceral siberian "Amintiri Din Casa Morților") din Siberia și exilați pe motive politice care fuseseră condamnați în curți de judecată: unii dintre acești deținuți politici au fost, de exemplu, "decembriștii" care au scăpat de pedeapsa capitală. În pușcăriile țariste munca silnică (forțată, katorga) este introdusă începând cu secolul al XVIII-lea, țarul Petru cel Mare construind drumuri, forturi, fabrici, vase și chiar orașul Sankt-Petersburg, folosind munca forțată a condamnaților și iobagilor. Țarul ordonă în aceeași perioadă și trimiterea condamnaților în Siberia, la minele de argint din Dauria.
O altă categorie de indivizi din sistemul penitenciar siberian al Rusiei presovietice este și aceea a "colonilor consemnați". Acești deținuți erau obligați în exil siberian fără a fi închiși într-o pușcărie, o dată ce ajungeau la locul consemnat în sentință. Doar între 1824 și 1889, mai bine de sapte sute de mii de astfel de condamnați au fost trimiși în Siberia, mulți însoțiți de familiile lor. Deși nu munceau în lanțuri ca ceilalți membrii ai sistemului carceral țarist, unii dintre ei considerau că situația lor e chiar mai rea decât aceea a celor condamnați la muncă silnică ("katorga"), întrucât colonii consemnați erau trimiși în regiuni îndepărtate, pustii, unde pământul putea fi doar cu greu cultivat, mulți dintre ei murind de foame în timpul lungilor ierni la capătul a doar câțiva ani de exil siberian, așa cum povestea cândva Cehov, care a traversat Siberia pentru a vizita Sahalinul. În 1912 în Rusia trăiau sub legea marțială 2,300,000 de indivizi, alți aproximativ 63 milioane aflându-se sub un regim de supraveghere sporită.
Ca și gulagul sovietic, sistemul penitenciar țarist a cunoscut perioade de cruzime și perioade de relativă blândețe, după 1900 trecându-se printr-o astfel de perioadă de laxitate. 
În afară de a fi continuatorul sistemului carceral țarist, gulagul este de asemenea și un fenomen integral al istoriei europene, Uniunea Sovietică nefiind unica țară care a înființat un sistem social totalitar, sau care să construiască în aceeași perioadă și pe același continent un sistem de lagăre de concentrare. Nu este deloc o întâmplare că atât comunismul sovietic cât și nazismul german au apărut ca urmare a experiențelor traumatizante ale Primului Război Mondial și, în cazul Rusiei, ca efect al barbarului război civil care a urmat acestuia. Scara industrială a metodelor de încarcerare folosite pe continent în timpul marii conflagrații, care ele erau parte integrantă din tendința mai largă de adoptare în epocă a metodelor industriale de a duce războiul de către națiunile europene, stă la originea atât a lagărului de concentrare nazist, cât și a gulagului sovietic; de altfel unele dintre primele pușcării ale sistemului "gulag", au fost construite peste lagărele de prizonieri de război.
Lagărele naziste și sovietice fac parte, de altfel, din sistemul mai amplu de lagăre de concentrare - imense pușcării unde oamenii erau închiși nu pentru ceea ce au comis, ci pentru ceea ce erau, deținuții fiind doar membrii unui grup desemnat de către puterea vremii drept "dușman" - introduse de către țările Europei la finele secolului al XIX-lea.
Primul lagăr de concentrare n-a fost astfel construit de către Germania nazistă sau de către Rusia sovietică, ci de către Spania colonială, în Cuba, în 1895, și asta pentru a "concentra" în lagăre țăranii - populație civilă! -, lipsind astfel rebelii de sprijinul material (alimente) al acestora. Imediat după aceea, sistemul colonial britanic copiază modelul, și pentru prima dată îl folosește contra unei populații de rasă albă, în Africa de sud, cu ocazia celui de-al doilea războiul bur: populația civilă, formată în cea mai mare parte din olandezii instalați în regiune anterior, va fi internată în lagăre de concentrare, o dată în plus pentru același motiv, anume lipsirea combatanților buri de adăpost și sprijin alimentar din partea populației civile. În lagărele de concentrare britanice, în care erau internați chiar și copii, condițiile de încarcerare puteau fi suficient de severe pentru a provoca subnutriția și ulterior moartea deținuților. În 1904 sistemul lagărelor de concentrare este copiat de la britanici și de Imperiul German, în Africa de sud-vest, coloniștii germani inovând la rândul lor, prin introducerea muncii silnice pentru populația Herero. În mod evident, experiența corupătoare a colonialismului european a deschis calea totalitarismului european din secolul al XX-lea, întărind atât mitul superiorității rasiale a albilor cât și legitimând folosirea violenței unei rase contra celeilalte.
După Revoluția bolșevică din 1917, Lenin a anunțat că orice "inamic de clasă ", chiar în absența oricărei dovezi a vreunei crime împotriva statului, nu poate fi un cetățean de încredere și nu trebuie tratat mai bine decât un criminal. Din 1918, au fost construite locuri de detenție de tipul lagărelor, ca o extensie reformată a mai vechilor lagăre de muncă (katorga), dezvoltate în Siberia ca parte a sistemului penal în Imperiul Țarist. Cele două tipuri principale au fost: "Lagărele cu scopuri speciale VCK " (особые лагеря ВЧК) și lagărele de muncă forțată (лагеря принудительных работ).
Ele erau concepute pentru diferite tipuri de oameni considerați periculoși pentru stat: criminalii de drept comun, prizonierii din Războiul civil rus, pentru oficialii acuzați de corupție, sabotaj și delapidare, diferite tipuri de inamici și disidenți ca și pentru foștii aristocrați, oamenii de afaceri și foștii mosieri.
Ca o instituție a întregii Uniuni, Gulag-ul a fost organizat în mod oficial pe 25 aprilie 1930 sub numele de "ULAG" prin ordinul OGPU numărul 130/63 în conformitate cu ordinul 22/248 al Sovnarkom din data de 7 aprilie același an, și a fost redenumit ca "GULAG"în noiembrie. Gulag-ul s-a dezvoltat rapid. Proiecte eșuate, recolte proaste, accidente, producția slabă, proasta planificare, toate erau atribuite corupției și sabotajului iar cei asupra cărora se putea arunca vina puteau fi găsiți cu nemiluita. În același timp, rapida creștere a nevoii de resurse naturale și programul exploziv de industrializare cereau forță de muncă ieftină. Denunțurile, "planul" de arestări, execuțiile sumare și activitatea poliției secrete au devenit larg răspândite. Cea mai simplă cale pentru condamnare lipsită de complicații, în cele mai multe cazuri automată, era asigurată de Articolul 58 al Codului Penal al RSFSR. Între anii 1931–32, în Gulag arau aproximativ 200.000 de prizonieri în lagăre; în 1935 - aproximativ 1 milion (inclusiv coloniile de muncă), iar după Marea Epurare din 1937, aproape 2 milioane de oameni. Prin comparație, populația de condamnați, care munceau în echipe în afara închisorilor sau în penitenciarele din SUA, a rămas constantă la un numar de câteva sute de mii de oameni.
Pe durata celui de-al doilea război mondial, populația din Gulag-uri a scăzut dramatic, datorită " eliberărilor" în masă sute de mii de prizonieri care au fost înrolați și au fost trimiși direct pe linia frontului, dar asta în principal datorită creșterii pierderilor în perioada 1942–43. După terminarea războiului, numărul de întemnițați în lagăre și în colonii a crescut din nou foarte rapid și a ajuns la un total de aproximativ 2,5 milioane de oameni la începutul deceniului șase. În timp ce unii dintre ei erau dezertori și criminali de război, au fost de asemenea întemnițați și prizonierii de război ruși și "rușii trimiși la munca forțată" în Germania care, fără excepție, au fost acuzați de trădare și "cooperare cu inamicul", (în mod formal, ei lucraseră pentru naziști). Un mare număr de civili din teritoriile sovietice căzute vremelnic sub ocupația străină, ca și din teritoriile anexate de Uniunea Sovietică după război, a fost trimis în lagăre. Nu a fost neobișnuit ca supraviețuitori ai lagărelor naziste de exterminare în masă să fie transportați direct în lagărele sovietice de muncă.
Pentru ani de zile după terminarea războiului, o minoritate semnificativă dintre condamnați a fost formată din germani, finlandezi, polonezi, români și alți prizonieri de război și persoane din țarile străine "eliberate" de Armata Roșie.
Statul a continuat să mențină Gulag-ul pentru ceva vreme după moartea lui Stalin din martie 1953. Amnistia care a urmat a fost limitată la cei care fuseseră condamnați la maxim 5 ani, de aceea cea mai mare parte a condamnaților de drept comun a fost eliberată. Eliberările de prizonierilor politici a început în 1954 și au devenit generale și au fost cuplate cu reabilitări în masă după denunțarea Stalinismului de către Nikita Hrușciov în Discursul secret de la al XX-lea Congres al Partidului Comunist al uniunii Sovietice din februarie 1956.
În mod oficial, Gulag-ul a fost închis prin ordinul 20 al MVD (ministerul sovietic de interne) din 25 ianuarie 1960, pentru ca și MVD însuși să fie eliminat prin ordinul 44-16 al Prezidiului Sovietului Suprem al URSS, doar pentru a renaște sub denumirea de KGB.
Numărul total de morți din sistemul lagărelor de muncă corecțională despre care există documente pentru perioada 1934 – 1953 este de aproximativ 1.054.000 (număr care include prizonieri politici și de drept comun). Trebuie subliniat că el nu cuprinde aproximativ 800.000 de execuții ale „contrarevoluționarilor”, deoarece ele erau duse la îndeplinire în afara sistemului de lagăre. Din 1932 până în 1940, cel puțin 390.000 de țărani au murit în domiciliu forțat; această cifră poate fi puțin exagerată, dar, pe de altă parte, nu include morții din perioadele de până la anul 1932, respectiv după anul 1940, sau morții dintre exilații ne-țărani. Numărul de oameni care au fost prizonieri la un moment dat este, desigur, mult mai mare, și mai trebuie spus că mulți dintre supraviețuitori au suferit leziuni fizice sau psihice definitive.

## Condiții
Normele extrem de mari, violența, foamea și elementele potrivnice ale naturii erau motivele principale pentru rata înaltă a mortalității din Gulag, care atingea până la 80% din efectiv în primele luni de la deschiderea multor lagăre.
Tăiatul de copaci și mineritul erau cele mai obișnuite activități dar și cele mai dure. În minele din Gulag, norma unei persoane putea fi de 13 tone de minereu pe zi. Nerealizarea acestei cote atrăgea după sine micșorarea rației de hrană, un cerc vicios care avea de cele mai multe ori consecințe fatale transformând prizonierul într-o om slab și epuizat, poreclit "mierlitor" "dohodiaga" (доходяга) "mierlitor".
Prizonierii erau forțați deseori să lucreze în condiții inumane. În ciuda climei aspre, ei nu erau aproape niciodată îmbrăcați și hrăniți corespunzător, nu beneficiau de îngrijire medicală, nu li se oferea nici un mijloc de combatere a lipsei de vitamine care ducea la boli de nutriție precum scorbutul. Valoarea nutritivă a rației zilnice de hrană varia în jurul cifrei de 1.200 calorii (5.000 kilojoule), cea mai mare parte obținute din pâine de proastă calitate (distribuită la kilogram și denumită tain "пайка", paika). În conformitate cu prevederile Organizația Mondială a Sănătății, necesaru minim pentru muncitorii care lucrează în condiții grele este de 3.100–3.900 calorii (13.000 – 16.300 kJ) pe zi.
Administratorii furau în mod obișnuit din stocurile de produse finite pentru propriul beneficiu ca și pentru a obține favoruri de la superiori. Drept rezultat, condamnații trebuiau sa muncească și mai mult pentru a acoperi diferențele. Administratorii și oploșiții (condamnații desemnați să facă de seviciu în lagăr, precum bucătarii, brutarii, magazionerii) furau din medicamente, îmbrăcăminte și din stocurile de alimente.
În unele lagăre se practica selecția: cănd prizonierii se încolonau pentru plecarea în schimburi, ultimul sosit era împușcat ca să fie exemplu pentru ceilalți sau i se confisca pentru acea zi. Neîndeplinirea normelor zilnice de muncă sau refuzul de a ieși la muncă se pedepsea cu carceră, tortură sau împușcare conform art 58 par.14 „sabotaj” sau „contrarevoluție economică”. Ca în mai toate lagărele comuniste, erau încurajate denunțul, demascarea intelectualilor și burghezilor „politici” de către deținuții de drept comun „cozi de topor” rasplătite cu mâncare în plus sau comutarea pedepsei.

## Geografie
În perioada de început a Gulag-urilor, locațiile pentru lagăre erau alese în primul rând pentru scopul de a izola prizonierii. Mânăstirile retrase au fost alese în mod special locații pentru noile lagăre. Așezarea de pe Insulele Solovetsky din Marea Albă este una dintre primele și dintre cele mai faimoase, fiind fondată la scurtă vreme după Revoluția din 1918. Numele popular al insulelor, "Solovki", a intrat în argoul penitenciarelor ca un sinonim pentru lagărul de muncă în general. Acest prim lagăr a fost prezentat lumii drept un exemplu al căii noi sovietice de "reeducare a dușmanilor de clasă" și de reintegrare a lor prin muncă în societatea sovietică. La început, condamnații (dintre care o parte importantă o reprezentau intelectuali ruși) s-au bucurat de o libertate relativă., în limitele naturale ale insulelor. S-au editat reviste și ziare locale și s-a făcut și ceva cercetare științifică (de exemplu a fost inițiată si menținută o grădină botanică locală, care din păcate s-a distrus în întregime). Până la urmă s-a transformat într-un lagăr obișnuit de muncă. De fapt, unii istorici au susținut Solovki a fost un lagăr-pilot. Vezi Solovki pentru detalii.

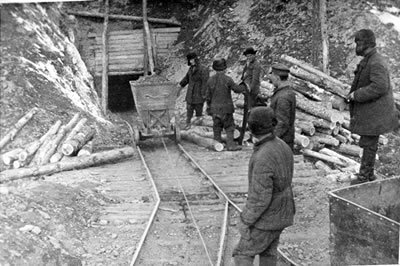
Mină de aur pe Valea Kolîmei

În cadrul noii faze de concentrare în Gulag-uri a forței de muncă ieftine, s-au construit noi lagăre prin toată sfera de influență sovietică, oriunde obiectivele economice impuneau existența lor. Obiective precum Belomorkanal sau Magistrala Baikal-Amur sau construcții din marile orașe, precum tronsoane ale faimosului Metrou din Moscova și campusul Universității de Stat din Moscova, toate edificate prin muncă silnică. Multe alte proiecte din timpul industrializării forțate, a războiului sau din perioada imediat postbelică au fost realizate cu munca forțată a condamnaților, iar activitatea lagărelor Gulag-ului acopereau un domeniu mare de activitate a economiei sovietice.
Majoritatea lagărelor de muncă erau așezate în cele mai îndepărtate zone ale nord-estului siberian(cele mai cunoscute lanțuri de lagăre era Sevvostlag (Lagărele de Nord-Est) de-a lungul râului Kolîma și Norillag lângă Norilsk) ca și în partea de sud-est a Uniunii Sovietice, în principal în stepele din Kazakhstan (Luglag, Steplag, Peschanlag). Acestea erau niște zone vaste și nelocuite, fără drumuri (de fapt, chiar construcția drumurilor era asigurată de condamnații din lagărele specializate în construcții de șosele), fără resurse de hrană, dar bogate în zăcăminte minerale și alte resurse naturale (precum lemnul). Totuși, lagărele erau răspândite și în restul Uniunii Sovietice, inclusiv în partea europeană a Rusiei, în Belarus și Ucraina. Au mai fost câteva lagăre aflate sub controlul direct al Gulag-ului, localizate în afara Uniunii Sovietice în Cehoslovacia, Ungaria, Polonia și Mongolia.
Nu toate lagărele erau fortificate. De fapt, unele lagăre din Siberia aveau limitele marcate doar prin stâlpi. Evadările erau descurajate de condițiile naturale grele dar și de patrulele dotate cu câini de urmărire care erau repartizate în fiecare lagăr. Până în anii ’40, triburile băștinașe ajutau deseori evadații, dar criminalii fugiți au făcut multe victime printre localnici. Aceste violențe, la care se adăugau recompensele mari, tentante, i-au făcut pe băștinași să ajute autoritățile la prinderea fugarilor. Paznicilor lagărelor li se dădeau ordine severe să-și țină prizonierii sub control prin orice mijloc. Dacă un condamnat evada de sub supravegherea unui gardian, acesta din urmă risca să fie dat afară din forțele de pază și să fie condamnat la rândul său la muncă silnică în lagăr.
În unele cazuri, echipe de condamnați erau transportați în teritorii noi, cu resurse de supraviețuire limitate și erau părăsiți în pustietate. Câteodată, erau necesare câteva tentative până când un val de coloniști reușeau să supravietuiască în sălbăticie și să termine de construit lagărul.
Zona de-a lungul râului Indigirka era cunoscută drept Gulag-ul din interiorul Gulag-ului. În satul Oymyakon (Оймякон) s-a înregistrat recordul celei mai scăzute temperaturi : −71.2 °C .

## Influențe

### Cultura
Gulag-ul care a influențat timp de patru decenii istoria sovietică si a afectat milioane de persoane a avut un impact enorm asupra culturii sovietice.
Cartea lui Alexandr Soljenițîn Arhipelagul Gulag nu a fost prima operă literară care a tratat problema lagărelor. Dar a fost prima care a demonstrat ca Gulag-ul a fost un instrument al represiunii guvernamentale îndreptată impotriva propriilor cetățeni la o scară de masă.
Gulag-ul a ajuns să aibă o influența majoră asupra gândirii contemporane și a devenit o parte a folclorului modern din Rusia. Multe cântece ale cântăreților-compozitori (cunoscuți sub numele de barzi) descriau viața din lagăre, cele mai cunoscute nume Alexander Galich și Vladimir Vîsoțki), nici unul dintre ei nu a fost întemnițat în lagăre.
Memoriile lui unora ca Alexandr Soljenițîn, Varlam Șalamov, Evghenia Ghinzburg, au devenit au simbol al sfidării în societatea sovietică. Scrierile, în mod special cele ale lui Soljenițîn, învinovățeau dur poporul sovietic pentru toleranța și apatia față de Gulag și în același timp aduceau laude curajului și hotărârii celor care fuseseră încarcerați. 
Vezi de asemenea samizdat, disident, drepturile omului, Acordurile de la Helsinki.
Un alt fenomen cultural în URSS legat de Gulag a fost migrarea forțată a numeroși artiști în Siberia. Mulți oameni care au lucrat în Magadan au remarcat că, de exemplu, nivelul teatrelor era comparabil cu nivelul teatrelor moscovite.

### Colonizare
Documentele de stat sovietice arată că printre țelurile GULAG era și colonizarea zonelor îndepărtate slab populate. Așa a fost introdusă noțiunea de "colonizarea voluntară".
Când își ispășea cea mai mare parte a condamnării, întemnițatul putea fi eliberat pentru bună purtate în "colonia voluntară" (вольное поселение, "volno poselenie") din afara limitelor lagărului. Ei deveneau "coloniști benevoli" (вольнопоселенцы, "volnoposelentsy", ceea ce nu era același lucru cu ссыльнопоселенцы, "sslylnoposelentsy", "coloniști exilați"). În plus, pentru persoanele care-si ispășiseră pedeapsele dar cărora li se impunea domiciliu obligatoriu, era recomandat să fie îndrumați către "coloniile voluntare" și să li se dea pământ în imediata apropiere.
Această soluție a fost de asemenea, moștenită de la sistemul țarist katorga.

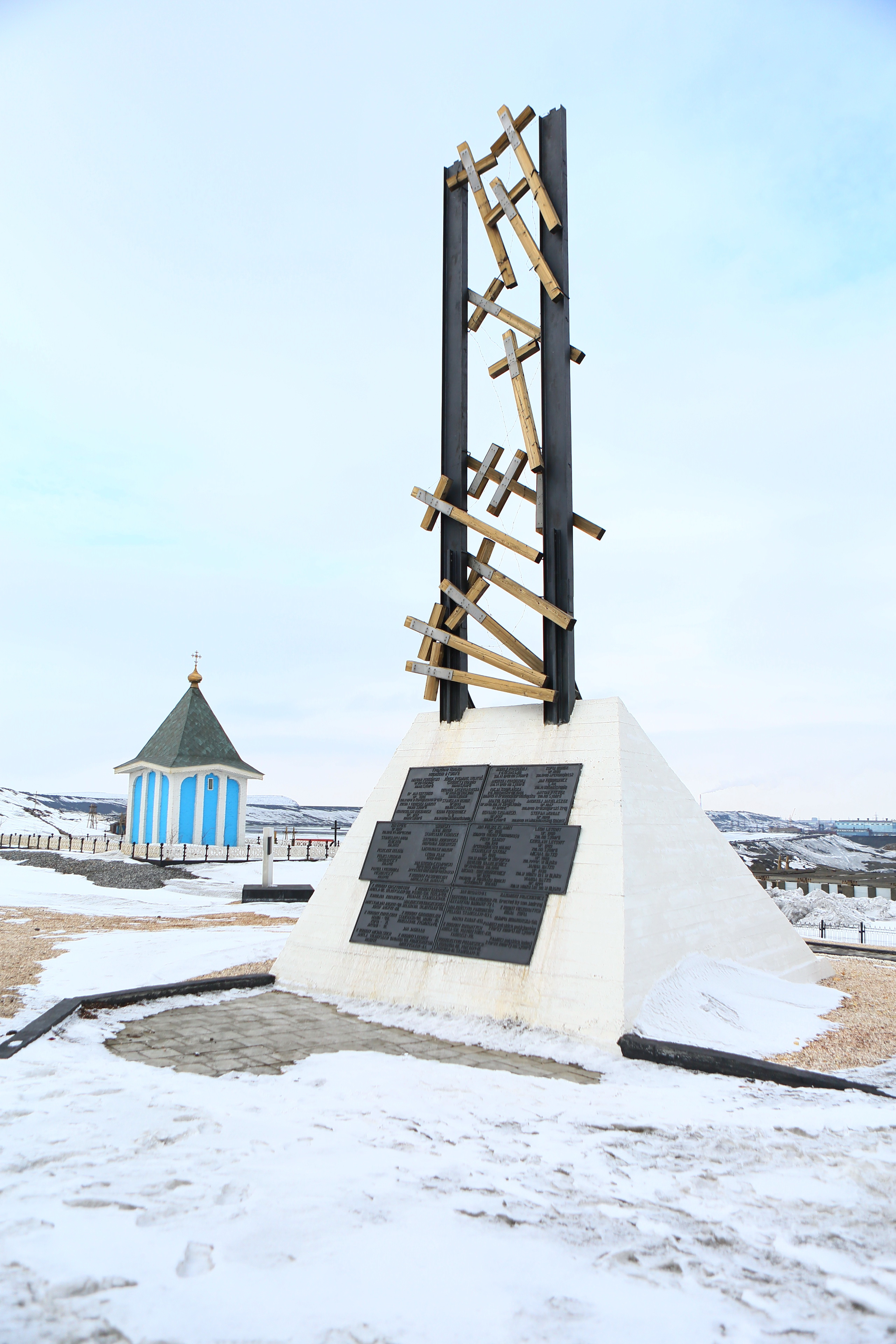
Memorialul Golgota din Norilsk

### Viața după ispășirea pedepsei
Persoanelor eliberate din lagăr după ce-și terminaseră condamnarea le era interzisă practicarea unei game largi de meserii și accesul la numeroase slujbe. Ascunderea unui fost pușcăriaș era o infracțiune ce se pedepsea aspru. Persoanele care făcuseră pușcărie ca "politici" erau o problema pentru "Primul departament ("Pervîi Otdel", reprezentant al NKVD respectiv KGB în toate întreprinderile și instituțiile), deoarece foștii "politici" trebuiau monitorizați.
Mulți liberați aveau restricții de stabilire în orașele mai mari.
După ispășirea unor pedepse lungi, mulți oameni se descalificaseră profesional și își pierduseră contactele sociale. De aceea, la eliberarea din lagăre mulți dintre ei decideau de bunăvoie să se stabilească (sau să rămână) în „colonii voluntare”. Această decizie era de asemenea influențată de existența restricțiilor oriunde altundeva. Când foarte mulți dintre prizonierii deja eliberați au fost reîncarcerați în valul de arestări care a început în 1947, acest lucru s-a întâmplat mai des celor care aleseseră să se stabilească în apropierea vechiului domiciliu decât celor rămași prin preajma coloniei.
Un caz deosebit a fost cel al episcopului ucrainean Mykolai Cearnețchi, eliberat în 1956 ca muribund din penitenciarul spital din Mordovia, care și-a revenit după liberare și a mai trăit trei ani.

## Ultimele evenimente
Monografia lui Anne Applebaum descrie eliberarea prizonierilor politici din lagăre chiar și în anul 1987. În noiembrie 1991 noul parlament rus, Duma de Stat, a adoptat "Declarația Drepturilor și Libertăților Individuale", care garanta, cel puțin din punct de vedere teoretic, printre alte drepturi și libertăți, și pe acela de a nu fi de acord cu propriul guvern.
În zilele noastre, ultimele trei țări din lume care mai au o rețea carcerală și de lagăre pentru deținuții politici bazată pe modelul Gulag-ului, sunt Coreea de Nord, China comunistă și Cuba.

## „Gulagul” românesc
Fiecare țară comunistă a avut „Gulagul” ei, cele mai vestite fiind „Laogai”-ul din Republica Populară Chineză, din cauza numărului record de deținuți, proporțional cu populația țării, și „Angkarul” din Cambogia, din cauza faptului că totalitatea populației orășenești a fost internată și că 25% dintre cambogieni (2 milioane din 8) i-au căzut victime. Atât Republica Populară Română, cât și Republica Socialistă România, au avut la rândul lor o rețea de închisori, penitenciare și lagăre de muncă silnică pentru deținuții politici: „Gulagul românesc”.
Prin Decretul nr. 6 al Prezidiului Marii Adunări Naționale din 14 ianuarie 1950 se ordonează înființarea Unităților de Muncă (UM).
Scopul acestora a fost acela de a reeduca prin muncă persoanele care prin originea lor socială, poziția economică și trecutul istoric, pot reprezenta o amenințare la adresa socialismului românesc.

## Articole înrudite
- Memorial
- lagăre de concentrare
- Istoria Uniunii Sovietice
- Lista lagărelor din GULAG
- Troica NKVD
- Articolul 58 (Codul Penal al RSSFR)
- 101 kilometri
- Imperiul răului
- Parazitism social

### Personalități
- Naftali Frenkel
- Vassili Grossman
- Alexandr Soljenițîn
- Condamnați de seamă din șarașka